# Les Aspres
Les Aspres – miejscowość i gmina we Francji, w regionie Normandia, w departamencie Orne.
Według danych na rok 1990 gminę zamieszkiwały 574 osoby, a gęstość zaludnienia wynosiła 25 osób/km² (wśród 1815 gmin Dolnej Normandii Aspres plasuje się na 391. miejscu pod względem liczby ludności, natomiast pod względem powierzchni na miejscu 82.).